# Gilberto Pastana de Oliveira
Gilberto Pastana de Oliveira (ur. 29 lipca 1956 w Boim) – brazylijski duchowny rzymskokatolicki, arcybiskup metropolita São Luís do Maranhão od 2021.

## Życiorys
Święcenia kapłańskie otrzymał 27 lipca 1985 i został inkardynowany do diecezji Santarém. Był m.in. rektorem niższego seminarium oraz wicerektorem wyższej uczelni, dyrektorem lokalnej telewizji katolickiej oraz wikariuszem generalnym diecezji.
3 sierpnia 2005 papież Benedykt XVI mianował go biskupem Imperatriz. Sakry biskupiej udzielił mu bp Lino Vomboemmel.
18 maja 2016 otrzymał nominację na biskupa koadiutora Crato. 28 grudnia 2016 objął pełnię rządów w diecezji.
2 czerwca 2021 został mianowany arcybiskupem metropolitą São Luís do Maranhão. Ingres odbył 18 lipca 2021.